# هان رووي
هان رووي (بالإنجليزية: Hahn Rowe)‏ هو مهندس الصوت ومنتج أسطوانات وملحن وموسيقي وعازف كمان أمريكي، ولد في 1961.

## وصلات خارجية
- هان رووي على موقع IMDb (الإنجليزية)
- هان رووي على موقع ميوزك برينز (الإنجليزية)
- هان رووي على موقع ديسكوغز (الإنجليزية)
- هان رووي على موقع قاعدة بيانات الفيلم (الإنجليزية)